# Eusebio Canabal
Eusebio María Canabal (Cartagena, 1784-Cádiz, 1853) fue un abogado y político neogranadino, que llegó a ser electo Presidente de la Gran Colombia, pero nunca tomó posesión debido a una revuelta. 

## Reseña biográfica
Estudió Derecho en la Universidad de Cartagena. Comenzó su carrera profesional como catedrático universitario de la misma institución. En 1811 fue nombrado como Magistrado del Tribunal de Hacienda de Bolívar y en 1812 fue uno de los firmantes de la Acta de Independencia del Estado Libre de Cartagena, en representación del departamento de Tolú. Fue partidario del presidente cartagenero José María García de Toledo en su lucha de poder contra los hermanos Germán y Gabriel Gutiérrez de Piñeres.
En las Elecciones generales de España de 1820 resultó electo diputado a las Cortes Generales, como representante del Virreinato de Santa Fe; ejerció el cargo hasta 1821 cuando fueron disueltos los escaños correspondientes a las colonias continentales americanas.
En 1826 se convirtió en Senador de la Gran Colombia en representación del Departamento de Magdalena y en 1828 se convirtió en Magistrado de la Corte Suprema de Justicia de la Gran Colombia.
En 1830 fue nombrado miembro del Congreso Admirable; en las elecciones presidenciales de la Gran Colombia de 1830, celebradas por el Congreso, resultó electo Presidente de la República en la primera ronda con el 54,2% de los votos. Sin embargo, una revuelta realizada por los seguidores de Francisco de Paula Santander obligaron a que se volvieran a celebrar las elecciones, celebrándose una segunda vuelta en la que Joaquín Mosquera resultó electo con 56,3% de los votos; en la tercera vuelta, en la que se enfrentaron Canabal y Mosquera, este último ganó las elecciones con el 70,8%, gracias a la presión armada de los santanderistas.
Fue firmante de la Constitución de 1830, que mantenía unida a la Gran Colombia, pero esta nunca entró en vigor. Tras la guerra civil que siguió al fin de la Gran Colombia, Canabal se convirtió en rector de la Universidad de Cartagena y de la Universidad del Magdalena (1832-37).
En 1837 volvió a ser nombrado como Magistrado de la Corte Suprema de la Nueva Granada. Fue reelegido para tal cargo en 1841. Murió en Cádiz, España, el 11 de marzo de 1853.